# Проданович, Райко
Райко Проданович (серб. Рајко Продановић / Rajko Prodanović; род. 24 апреля 1986, Белград) — сербский гандболист, правый крайний сербского клуба «Войводина» и сборной Сербии. Генеральный секретарь Гандбольного союза Воеводины.

## Карьера

### Клубная
Воспитанник школы клуба «Югович». Выступал за клубы «Антекера» (Испания), «Вардар» (Македония) и «Пик» (Венгрия). В составе «Пика» дошёл до финала Кубка Венгрии 2012 года. Летом 2013 года объявил о переходе в «Веспрем», а в сентябре на правах аренды перешёл в немецкий клуб «Райн-Неккар Лёвен». В составе «львов» Райко стал серебряным призёром чемпионата Германии, после чего вернулся в «Пик». В июне 2016 года подписал однолетний контракт с белорусским БГК им. Мешкова. В 2018 году покинул БГК и перешёл в сербскую «Войводину».

### В сборной
Провёл 72 игры и забил 165 голов. Участник летних Олимпийских игр 2012 года, серебряный призёр чемпионата Европы 2012 года.